# Сулацький каньйон
43°00′34″ пн. ш. 46°49′40″ сх. д. / 43.0095° пн. ш. 46.8278° сх. д.
Сулацький каньйон (рос. Сулакский каньон, ав. Сулахъ кӏкІал) — каньйон у Дагестані, Росія — у долині річки Сулак, найглибший каньйон Європи. Протяжність каньйону становить 53 км, глибина досягає 1920 метрів. Це на 63 м глибше Великого каньйону в США та на 620 м глибше Каньйону річки Тара

## Флора і фауна
У каньйоні зберігаються найбільші в Російській Федерації гніздові поселення рідкісних, занесених до Червоної книги, грифових птахів: сип білоголовий, гриф чорний та стерв'ятників
На території каньйону збереглися ендемічні, рідкісні і маловивчені види рослин, наприклад, еспарцет
В межах даного природного об'єкта на поверхню виходять відкладення крейдяного, юрського і третинного періодів, в кожному з яких зустрічаються давні скам'янілості.